# Pierre Eddé
Pierre Eddé (* 1921 in Beirut; † 1997 in São Paulo) war ein libanesischer Politiker und Unternehmer. Er war der jüngste Sohn des Staatspräsidenten Émile Eddé und der Bruder des Politikers Raymond Eddé.

## Leben
Pierre Eddé studierte an der Université Saint-Joseph in Beirut Jura und wurde zunächst Anwalt. 1951 wurde er erstmals als Abgeordneter in das libanesische Parlament gewählt. Er gehörte zur wachsenden Opposition, die 1952 den Staatspräsidenten Béchara el-Khoury (1943–1952) zum Rücktritt zwang und die sich in der sogenannten „Nationalfront“ sammelte. Er war während der Ära des Staatspräsidenten Camille Chamoun (1952–1958) Erziehungsminister und Finanzminister.
1958 verließ er den Libanon aus Opposition zur dirigistischen Politik des Staatspräsidenten Fuad Schihab (1958–1964) und widmete sich vor allem seinen Handels- und Industrieunternehmen in Brasilien und in Europa. 1958 gründete er zusammen mit dem Abgeordneten Hussein Mansour die „Banque Beyrouth-Ryad“.
1968 kehrte Pierre Eddé zurück in den Libanon, in der Ära des Staatspräsidenten Charles Hélou (1962–1970) war er Minister für Inneres, Arbeit und Finanzen. Seine Wirtschaftspolitik begünstigte Kaufleute und Industrielle. Er war Mitbegründer und Präsident der „Association des Banques du Liban“ und Herausgeber der französischsprachigen Tageszeitung L’Orient-Le Jour.
Pierre Eddé starb 1997 in São Paulo.